# Панарабізм

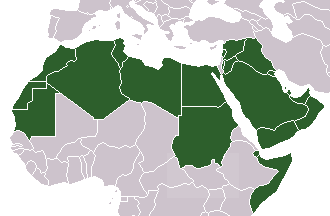
Арабський світ

Панарабізм — рух за об'єднання народів і країн арабського світу, від Атлантичного океану до Аравійського моря. Рух тісно пов'язаний з арабським націоналізмом, за яким араби складають єдину націю. Найбільший підйом ідея зазнала у 1960-х роках. Панарабізм має тенденцію бути світським й інколи соціалістичним, і рішуче виступає проти колоніалізму і західної політичної діяльності в арабському світі. Панарабізм є формою культурного націоналізму.

## Історія
Заснував панарабізм Шаріф Хусейн ібн Алі Шаріф Мекки, який прагнув до незалежність від Османської імперії і створення єдиної держави Аравії. У 1915-16, згідно з Договором Хусейн-Макмагон між Сполученим Королівством і Шаріфом Мекки, у разі вдалого арабського повстання проти Османської імперії, Сполучене Королівство підтримує прагнення арабів до незалежності. Але у 1916 році, згідно з Сайкс-Пикотовським договором Машрік було розділено між Сполученим Королівством і Францією на сфери впливу, замість утворення незалежної арабської держави. Після руйнації Османської імперії в 1918 році Сполучене Королівство відмовилося виконувати зобов'язання перед Хусейном і отримало опіку над двома новоствореними державами. Кінець кінцем, Хусейн став володарем лише Хіджазу (згодом включено в Саудівську Аравію). 
Більш сформульованої ідеології ніж у Хусейна притримувались сирійські панарабісти в 1930-і роки такі як Костянтин Зурек, Закі аль-Арсузі і Мішель Афлак. Афлак і аль-Арсузі були провідними фігурами при створенні партії Баас, що поєднує елементи марксистської думки з націоналізмом і нагадує європейський романтичний націоналізм дев'ятнадцятого століття.
На відміну від панісламізму, панарабізм є світським і націоналістичним, багато видатних панарабістів, на кшталт Афлаку (Антіохійська православна церква) не були мусульманами. Тарік Азіз, айсор (Халдейська католицька церква) колишній заступник прем'єр-міністра Іраку за часів Саддама Хусейна, ще один видатний панарабіст.
Але панарабізм зазнав звинувачень в національних утисках інших не арабських ісламських народів таких як тюрки, курди, перси. Крім того, тоді як Ліван традиційно вважається арабською державою, є рухи в цій країні, підтримуючи ідею про те, що ліванці є фінікійцями. Ці групи досить вороже ставляться до панарабізму.

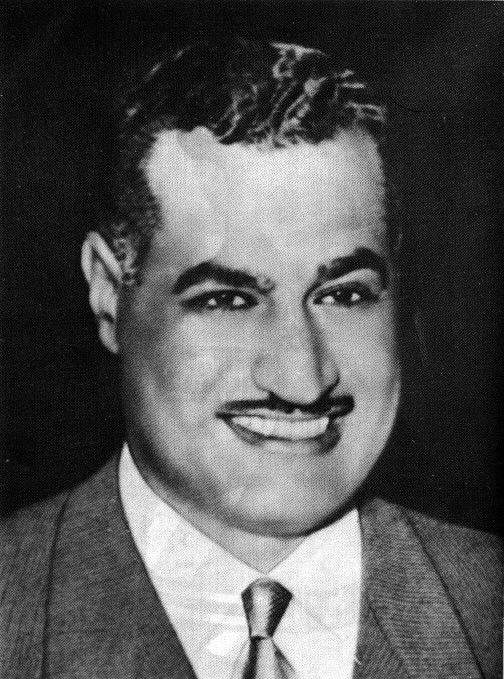
Насер

Відомо декілька невдалих спроб створення панарабських держав провідними керманичами. 
Об'єднана Арабська Республіка в 1958 була першою спробою. Об'єднання Сирії й Єгипту на чолі з Насером . Існувало до 1961 року, після анти-Насеровського перевороту в Сирії, Сирія вийшла з Союзу. 
Дві спроби пізніше зробив Муаммар Каддафі: Федерація Арабських Республік й Арабська Ісламська Республіка. Обидві спроби невдалі.
Вдалими спробами є об'єднання Північного і Південного Ємену, й створення ОАЕ. 
В цей час сирійський уряд і колишній уряд Іраку очолювала партія Баас, яка є прибічницею панарабізму.
Найвищою точкою панарабізму були 1960-і, коли на чолі руху був Насер. Але панарабізм зазнав занепад після арабської поразки від Ізраїлю під час Шестиденної війни і неспроможність панарабістів підтримувати економічне зростання. Наприкінці 1980-х, панарабізм був посуненний ісламськими ідеологіями. Але до цього часу панарабізм вельми розповсюджений в країнах Леванту.